# Asptjärnen (Bollnäs socken, Hälsingland)
Asptjärnen är en sjö i Bollnäs kommun i Hälsingland och ingår i Testeboåns huvudavrinningsområde. Sjön har en area på 0,0649 kvadratkilometer och ligger 357,4 meter över havet.

## Delavrinningsområde
Asptjärnen ingår i det delavrinningsområde (676510-151349) som SMHI kallar för Utloppet av Bocksjön. Medelhöjden är 358 meter över havet och ytan är 8,65 kvadratkilometer. Det finns ett avrinningsområde uppströms, och räknas det in blir den ackumulerade arean 9,53 kvadratkilometer. Vattendraget som avvattnar avrinningsområdet har biflödesordning 3, vilket innebär att vattnet flödar genom totalt 3 vattendrag innan det når havet efter 98 kilometer. Avrinningsområdet består mestadels av skog (88 procent). Avrinningsområdet har 0,92 kvadratkilometer vattenytor vilket ger det en sjöprocent på 10,6 procent.